# 24125 Сафозо
24125 Сафозо (24125 Sapphozoe) — астероїд головного поясу, відкритий 3 листопада 1999 року.
Тіссеранів параметр щодо Юпітера — 3,304.